# Showtime Scandinavia
Showtime Scandinavia (Normalt bare kaldt Showtime) var en skandinavisk tv-kanal som sendte actionfilm hele døgnet. Kanalen var ejet af svenske NonStop Television AB.
Varemærket Showtime blev startet af amerikanske Showtime Networks Inc, som ejes af CBS Corporation. Programfladen for den nordiske Showtime var ikke den samme som på den amerikanske version.
Showtime Scandinavia blev lukket 15. juli 2015.

## Distribution
Kanalen var tilgængelig i Danmark, Norge, Sverige og Finland på satelitt- og kabelfjernsynsleverandøren Canal Digital.